# محمد عبد الرزاق حمزة
الشيخ محمد بن عبد الرزاق بن حمزة بن إبراهيم بن نور الدين بن حمزة المصري، ثم المكي. (1308هـ 1385هـ) إمام وخطيب المسجد النبوي الشريف والمدرس بالمسجد الحرام.

## نشأته وبداية طلب العلم
ولد بقرية كفر عامر إحدى قرى محافظة القليوبية بمصر وتلقى العلم في كُتاب القرية فحفظ القرآن الكريم وعمره أربعة عشر عاماً وشيئاً من مبادئ العلوم. وأخذ شهادة فقهية وعمره ستة عشر سنه.
تعلم الشيخ المبادئ الأولى من القراءة والكتابة والقرآن الكريم في كُتَّاب القرية، وكانت تلك المبادئ إعدادًا لما بعدها من مراحل العلم وحقول المعرفة والتوسع في جوانب الدراسة الدينية والعربية والرياضية، وقد تربى في وسط ريفي بين أبوين كريمين، تغلب عليهما السماحة والوداعة، والبعد عن التعقيد، والصراحة في القول والعمل.
ثم التحق بالأزهر عام 1327هـإلى أن تخرج ثم اتجه إلى دار الدعوة والإرشاد التي أنشأها الشيخ محمد رشيد رضا رحمه الله إلى أن أُقفلت الدار. وعندما بلغ الشيخ سن القبول في الأزهر، وتوفرت فيه الشروط المطلوبة في طلبته، كحفظ القرآن، ألحقه أبوه بالأزهر

## التحاق الشيخ بدار الدعوة والإرشاد
كان الشيخ محمد رشيد رضا -رحمه الله- قد أنشأ مدرسة باسم «دار الدعوة والإرشاد» لبعث الفكرة الإسلامية، وإحياء السنة المحمدية، وبث روح الدعوة الإسلامية في الملتحقين بها، وتكوين جماعة صالحة لنشر العقيدة السلفية الصحيحة في آراء مستقلة.
وراقت فكرة هذه المدرسة للشيخ محمد عبد الرزاق فالتحق بها بعد تخريجه في الأزهر، للاستزادة من الثقافة الإسلامية المتطورة، المتمشية مع الكتاب والسنة، وذلك سنة (1340هـ)، وكانت دراسته في هذه الدار باكورة اشتغاله بالسنة النبوية، والعكوف عليها عكوف العارف المتمكن، والعالم الذي له ملكة الاستنباط والمقارنة، ولامتيازه على زملائه طلاب دار الدعوة والإرشاد توثقت الصلة بينه وبين مدير الدار الشيخ رشيد رضا -رحمه الله- وصار من المتشبعين بفكرته في التحرر من التقليد الأعمى دون معرفة الدليل للمسائل العلمية الدينية، والأخذ بهدي السنة المطهرة دون بحث عن رأي فقيه، أو التمذهب بمذهب ولو كان فيه مخالفة صريحة للسنة المطهرة، وهذا التقليد هو الذي ذمه حتى الأئمة الأربعة أنفسهم، وقد ثبت عنهم جميعًا قولهم مع اختلاف في الألفاظ: «إذا صح الحديث فهو مذهبي».
وفي دار الدعوة والإرشاد وعلى مقاعد الزمالة فيها تعرف الشيخ محمد عبد الرزاق حمزة على الشيخ عبد الظاهر أبي السمح، الداعية إلى الله، والذي أوذي في الله لصلابته في التمسك بالحق، وشدة إنكاره على البدع ورواسب الوثنية، ولكنه خرج من كل ذلك مرفوع الرأس موفور الكرامة، وأحسن الله له المخرج من بينهم، فاختير لإمامة المصلين بالمسجد الحرام أمام الكعبة المشرفة، خير بقاع الدنيا.
وكانت معرفة الشيخ محمد عبد الرزاق حمزة بالشيخ عبد الظاهر أبي السمح بدار الدعوة والإرشاد معرفة قوية ثم توثقت العلاقات بالمصاهرة بينهما

## مشايخه
- الشيخ محمد رشيد رضا.
- الشيخ سليم البشري شيخ الأزهر في وقته.
- الشيخ محمد توفيق صدقي، أحد علماء الأزهر.
- الشيخ عبيد الله السندي أحد علماء الهند.
- الشيخ مصطفى القاياتي

وغيرهم.

## انتقاله إلى المملكة العربية السعودية
في عام 1344 هـ قصد الشيخان الشيخ محمد عبد الرزاق حمزة والشيخ عبد الظاهر أبو السمح مكة المكرمة لأداء فريضة الحج برفقة الشيخ رشيد رضا، وكان الملك عبد العزيز آل سعود (ملك الحجاز وسلطان نجد كما كان لقبه يومئذ) حاجًا فاتصلا به مع العلماء القادمين من العالم الإسلامي، وتكررت اللقاءات معه فعرف الكثير عن نشاطهما وقيامها بالدعوة السلفية في مصر، وعرض عليهما الشيخ عبد العزيز العتيقي البقاء لخدمة الحكومة الإسلامية وأجاب بالموافقة. وعرض عليها الانتقال إلى مكة المكرمة والمدينة النبوية لإمامة الحرمين الشريفين والقيام بخطابة الجُمع والتدريس فيهما.
فرشحهما السيد رشيد رضا للملك عبد العزيز آل سعود رحمه الله. وبناءً على الرغبة الملكية السامية انتقل الشيخان بأهلهما وأولادهما إلى مكة المكرمة سنة (1345هـ) تم تعيينه مدرسا في المسجد الحرام والمعهد العلمي والتقى بالشيخ عبيد السندي أحد علماء الهند فقراء عليه الحديث وكتب السنة وغيرة ثم انتقل إلى المدينة المنورة.

## نشاطه ومناصبة
نشاطه في المدينة: كان للشيخ محمد عبد الرزاق حمزة في خطب الجمع والتدريس في الحرم النبوي جولات واسعة في الإصلاح الديني، والتوجيه الهادف، ومعالجة الأدواء الاجتماعية، كما فتح دروسًا صباحية ومسائية في المسجد النبوي في الحديث والتفسير والتوحيد، وكان لكل ذلك الأثر الطيب في نفوس الشباب المثقف وغيرهم.
انتقاله إلى مكة المكرمة: لم تطل إقامة الشيخ محمد عبد الرزاق حمزة في المدينة فنقل إلى مكة المكرمة في غضون 1348ه (1929م) مدرسًا في الحرم المكي، ومساعدًا للشيخ عبد الظاهر محمد أبي السمح في إمامة الحرم والخطابة.
في المعهد العلمي السعودي: كما عهد إليه في التدريس في المعهد العلمي السعودي ودروسه في المعهد لم تكن مقتصرة على المواد الدينية، بل قام بتدريس المواد الرياضية كالحساب والهندسة والجبر ومبادئ المثلثات.
دروسه في الحرم المكي: واستأنف- رحمه الله- نشاطه العلمي الإرشادي في مكة، بفتح دروس للعامة بين العشاءين، وبعد صلاة الفجر في المسجد الحرام، في التفسير والحديث بطريقة غير مألوفة للناس، وذلك بعدم التقيد بكتاب معين فكان يقرأ الآية غيبًا ثم يبدأ في تفسيرها بما وهبه الله من سعة الإطلاع وسرعة استحضار أقوال السلف مكتفيًا في ذلك بالصحيح الثابت المأثور من الأقوال والروايات، وبهذه الطريقة أكمل مرارًا تفسير القرآن الكريم، وفي الحديث أكمل قراءة الصحيحين وشرحهما على طريق تفسير القرآن، وكانت حلقات دروسه ملتقى أجناس شتى من أهل مكة والوافدين إليها، ونفر كثير من أهل جدة كانوا يحرصون على دروسه كلما جاءوا إلى الحرم، ولم تكن دروسه تخلو من طرف علمية أو نوادر أدبية دفعًا للسأم، وترويحًا لنفوس المستمعين على عادة العلماء الأقدمين الأذكياء.
فكرة تأسيس مرصد فلكي في مكة: وولعه بهذا الفن دفعه إلى فكرة تأسيس مرصد فلكي صغير، على رأس جبل أبي قيس بمكة المكرمة، للاستعانة بآلاته على إثبات رؤية الهلال لشهر رمضان، ورؤية هلال ذي الحجة لتحديد وقفة عرفات وعيد الأضحى، وعرض الفكرة على الملك سعود بن عبد العزيز- رحمه الله- فواق، وأصدر أمره إلى (وزارة المالية) ببناء غرفة خاصة للمرصد على قمة جبل أبي قبيس كما ساعده في جلب بعض آلات الرصد في مقدمتها (تلسكوب)، ولكن- مع الأسف- لم يكتب للفكرة الظهور إلى الوجود نظرًا لغرابتها.
مدرسة دار الحديث: كان الاهتمام بالحديث وكتبه ودراسته ودراسة فنونه في مقدمة ما كان يحرص عليه الشيخان الجليلان الشيخ عبد الظاهر محمد أبو السمح والشيخ محمد عبد الرزاق حمزة وبناءً عليه قام الاثنان بتأسيس (دار الحديث بمكة) سنة 1350هـ (1931م) بعد الاستئذان من الملك عبد العزيز- رحمه الله- وقد رحب بالفكرة، ووعدهما بالمساعدة في كل ما يحتاج إليه هذا المشروع.

## مؤلفاته
1. رسالة في الصلاة، جمع فيها كل ما يتعلق بالصلاة، وأنواعها، وأحكامها، وفضائلها وحكم تاركها، طبعت بمكتبة الإمام بالقاهرة عام1370هـ في 200 صحة.
2. «الشواهد والنصوص من كتاب الأغلال على ما فيه من زيغ وكفر وضلال»، وهو رد على القصيمي، طبع بمكتبة الإمام بالقاهرة عام 1367هـ في 200 صفحة.
3. المقابلة بين الهدى والضلال حول ترحيب الكوثري بنقد تأنيبه، طبع بمكتبة الإمام بالقاهرة 1370هـ في 72صفحة، وله طبعة أخرى حديثة بتحقيق: عبد الله بن صالح المدني، نشر: مكتبة العلوم في 1993هـ، الطبعة الثانية.
4. «ظلمات أبي رية»، طبع مع كتاب الشواهد والنصوص، المطبعة السلفية بالقاهرة عام 1378هـ في 331 صفحة.
5. الباقلاني وكتابه التمهيد، في رسالة جمعت بحثه وبحث الشيخ بهجت بيطار، والشيخ عبد الرحمن بن يحي المعلمي، طبع بمكتبة الإمام بالقاهرة.
6. الله رب العالمين في الفطر والعقول والأديان، رسالة لم تطبع، وقد نشر منها فصولا في مجلة الحج التي تصدر بمكة.
7. «كراسات في الجرح والتعديل»، لم تطبع.
8. مجموعة من الأحاديث المختارة المشروحة وتبيان منزلتها من الصحة، لم تطبع.
9. تحقيق كتاب «عنوان المجد في تاريخ نجد» لابن بشر. طبعة مكة المكرمة 1349هـ.
10. تحقيق رسالة التوحيد للإمام أبي جعفر الباقر، طبع دار العباد- بيروت (1376هـ - 1956م).
11. تحقيق كتاب موارد الضمان إلى زوائد ابن حبان، طبع بالمطبعة السلفية بالقاهرة (1351هـ) وله طبعة أخرى بدار الكتب العلمية – بيروت، وعدد صفحاته (694) صفحة.
12. تحقيق كتاب الباعث الحثيث شرح اختصار علوم الحديث، طبع بالمطبعة الماجدية بمكة المكرمة (1353هـ).
13. الرسالة الحموية الكبرى لشيخ الإسلام ابن تيمية، المطبعة السلفية بمكة المكرمة (1350)هـ
14. رسالة الحلف بالطلاق لشيخ الإسلام ابن تيمية، دار الطباعة المحمدية بالأزهر، القاهرة (1342)هـ
15. الكبائر للذهبي، مطبعة الإمام بالقاهرة (1373ه) ـ
16. روضة العقلاء ونزهة الفضلاء، اشترك في تحقيقه وتصحيحه مع محمد حامد الفقي، ومحمد محي الدين عبد الحميد، مطبعة السنة المحمدية (1368هـ - 1949م).
17. تحقيق (نقض المنطق) لابن تيمية، بالاشتراك مع الشيخ سليمان بن عبد الرحمن الصنيع، طبع بتصحيح محمد حامد الفقي في مطبعة السنة المحمدية بالقاهرة، الطبعة الأولى (1370هـ - 1951م)
18. تحقيقات وتعليقات على كتاب «الحلية» لأبي نعيم، لم تطبع.
19. العيش في مكة المكرمة.

وللشيخ مجموعة من الخطب ألقاها في المسجد الحرام والمسجد النبوي، وله كذلك مجموع مقالات وردود نشرت في الصحف والمجلات والدوريات.

## مرضه ووفاته
في الأيام الأخيرة أي منذ سنة 1385هـ (1965) أصيب بعدة أمراض، وفي مقدمتها الروماتزم، وكان بقوة توكله على الله يتجلد ويقاوم تلك الأمراض، مع المحافظة على قراءة الكتب، ثم تفرغ لتلاوة القرآن والصحف أحيانًا، جالسًا أو مضطجعًا في البيت أو في غير بيته.
وقد دخل مستشفيات مكة والطائف للاستشفاء، ثم سافر إلى بيروت وتعالج في مستشفى الجامعة الأمريكية أيامًا، وأخيرًا سافر مع ابنه الأستاذ عبد الله حمزة إلى تركيا ودخل مستشفى من مستشفياتها المشهورة أيامًا، ثم عاد إلى مكة واشتدت عليه وطأة الأمراض، فأصبح من سنة 1390هـ (1970م) ملازمًا للفراش، وأخيرًا وافاه الأجل المحتوم في الساعة الثامنة بالتوقيت الغروبي من يوم الخميس 22-2-1392هـ (1972م)، وصُلِّيَ عليه في المسجد الحرام بعد صلاة المغرب، ودفن بالمعلا -رحمه الله رحمة الأبرار، وأسكنه الفردوس الأعلى.